# Qian Qichen
Qian Qichen, född 5 januari 1928 i Jiading i Shanghai, död 9 maj 2017 i Peking, var en kinesisk kommunistisk politiker och diplomat som var Folkrepubliken Kinas utrikesminister mellan april 1988 och mars 1998.
Qian gick med i Kinas kommunistiska parti 1942. Efter att han avslutat sin utbildning 1955 tjänstgjorde han som diplomat i Moskva och andra städer och var en tid Kinas ambassadör i Guinea. Han var ställföreträdande utrikesminister  1982–1988, och blev därefter utrikesminister. Han var vice premiärminister i Kina från 1993 tills han gick i pension 2003.